# Saugeot
Saugeot es una comuna francesa situada en el departamento de Jura, en la región de Borgoña-Franco Condado.

## Demografía
| 90 | 94 | 83 | 82 | 71 | 59 | 64 |
| Para los censos de 1962 a 1999 la población legal corresponde a la población sin duplicidades (Fuente: INSEE [Consultar]) |    |    |    |    |    |    |

- Datos: Q614945
- Multimedia: Saugeot / Q614945

1. ↑  Worldpostalcodes.org, código postal n.º 39130.
2. ↑  INSEE, Datos de población para el año 2012 de Saugeot (en francés).